# Giardino botanico alpino Viote
(Vittorio Marchesoni, Bollettino SAT, 1958)
Il giardino botanico alpino Viote è uno dei giardini botanici più antichi ed estesi delle Alpi. È stato fondato negli anni '30 nella Conca delle Viote per la ricchezza botanica delle praterie a sfalcio e delle torbiere, luoghi unici e rappresentativi degli ecosistemi di alta quota, nonché per il clima abbastanza mite nonostante i 1540 m s.l.m..
L'area si estende su 10 ettari che ospitano circa 2000 specie di piante, molte delle quali a rischio d'estinzione e perciò importanti dal punto di vista della conservazione.
Il nucleo più antico è un grande giardino roccioso dedicato ai diversi massicci montuosi; questa modalità ripropone le particolari condizioni di vita in cui si sono adattate le piante di alta quota e alle quali è stato dedicato un percorso didattico apposito. 
Speciali sezioni sono poi dedicate agli ambienti acquatici, alle erbe officinali ed ai vivai. 
Il giardino è una sezione territoriale del MUSE - Museo delle Scienze.

## Struttura e collezioni
Le 2000 specie circa del giardino botanico sono coltivate in roccere che riproducono l'ambiente estremo al quale queste piante sono adattate. Le specie sono raggruppate secondo il criterio fitogeografico, cioè in base al massiccio montuoso di provenienza, come i Pirenei, le Alpi, gli Appennini, i Balcani, l'Himalaya, il Caucaso e le Montagne Rocciose. 
Altre collezioni riguardano le piante utilizzate nella farmacopea, varietà di particolare interesse agronomico, specie tintorie, endemiche uniche del territorio alpino e piante a rischio di estinzione.
Le specie acquatiche e di zone umide vengono ospitate in un ecosistema lacustre, dotato di una finestra che permette di vedere sott'acqua. Il fondale del piccolo lago è ricoperto di Groenlandia densa. Lungo le rive si trovano collezioni di Iris, Typha, Potamogeton e Equisetum. Nel lago sono presenti dei piccoli pesci, sanguinerole (Phoxinus phoxinus).
Il percorso didattico "Pionieri ed alpinisti del mondo vegetale" è dedicato agli adattamenti delle piante ad alta quota.
Tra le specie di particolare interesse si ricordano:

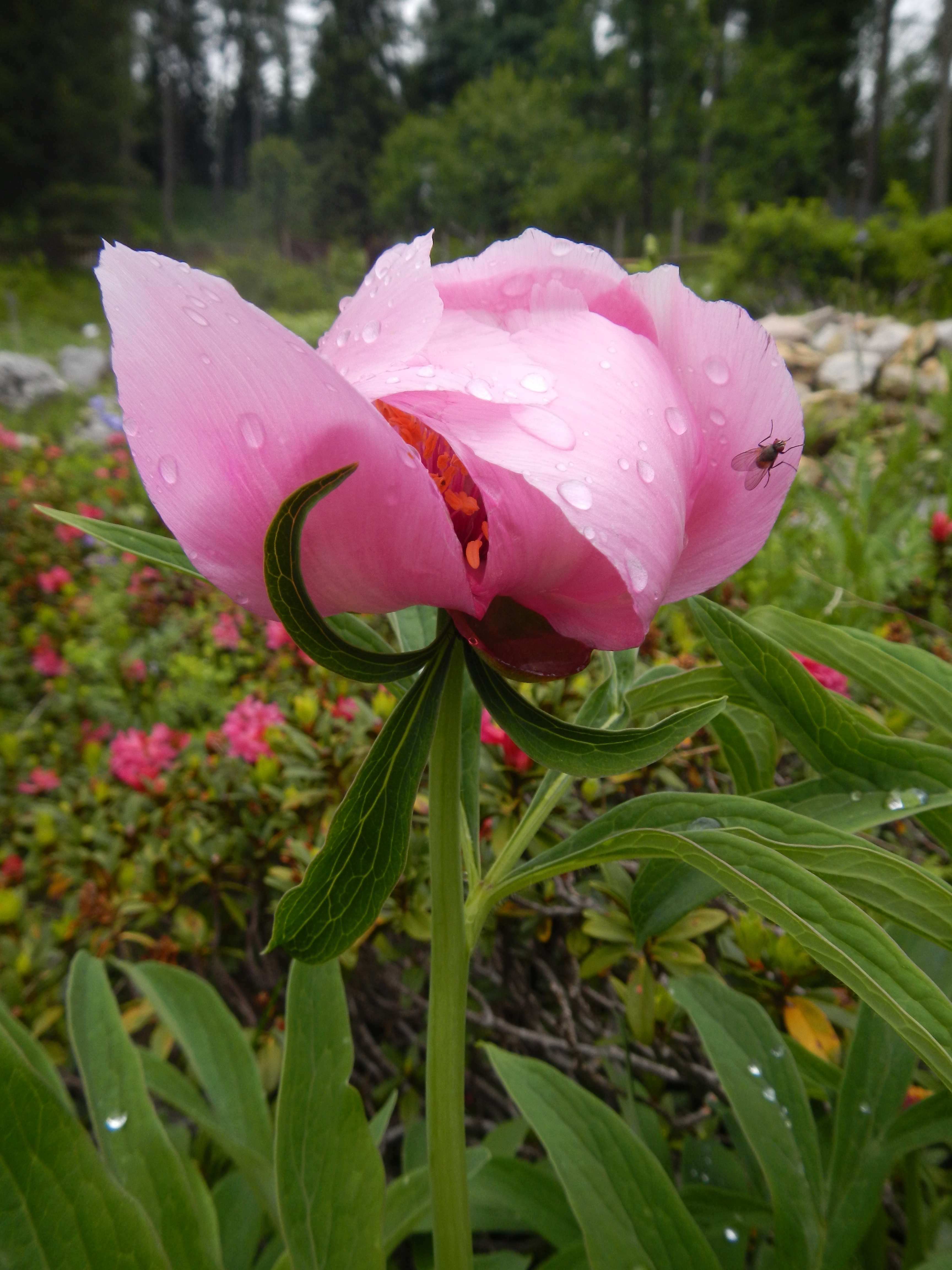
Paeonia officinalis Thunb.
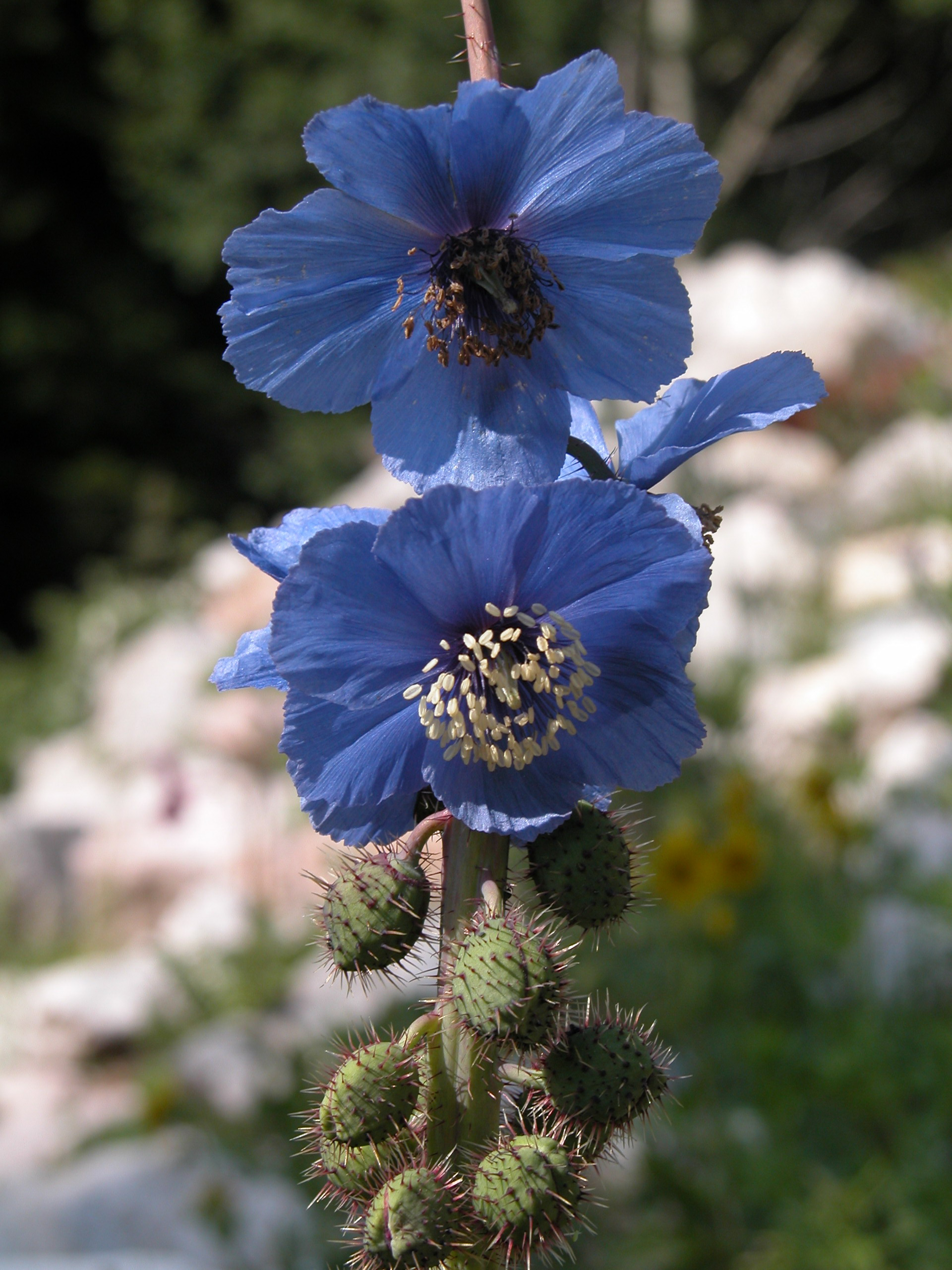
Meconopsis horridula Hook. f. & Thomson
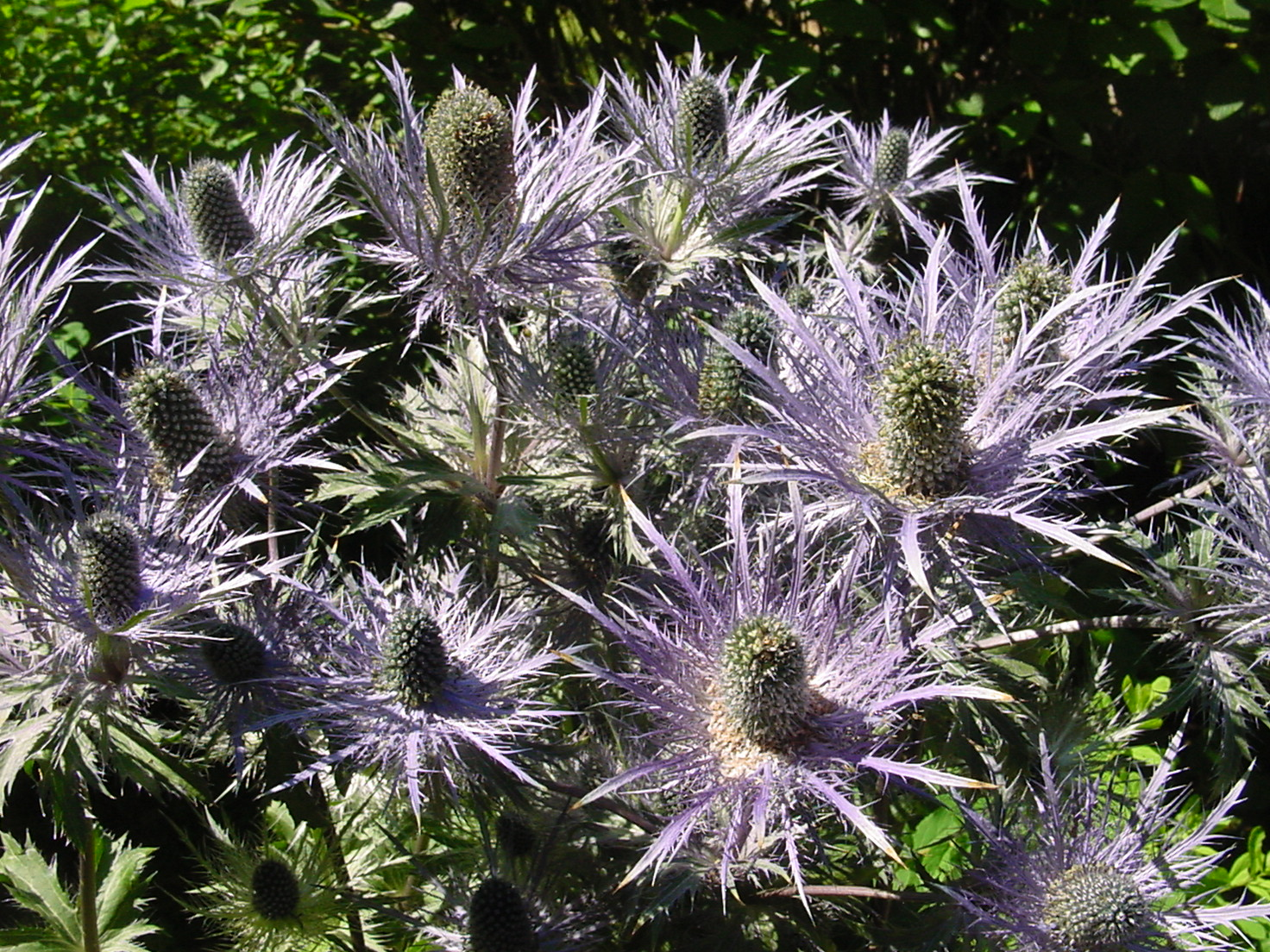
Eryngium alpinum L. (Regina delle alpi)
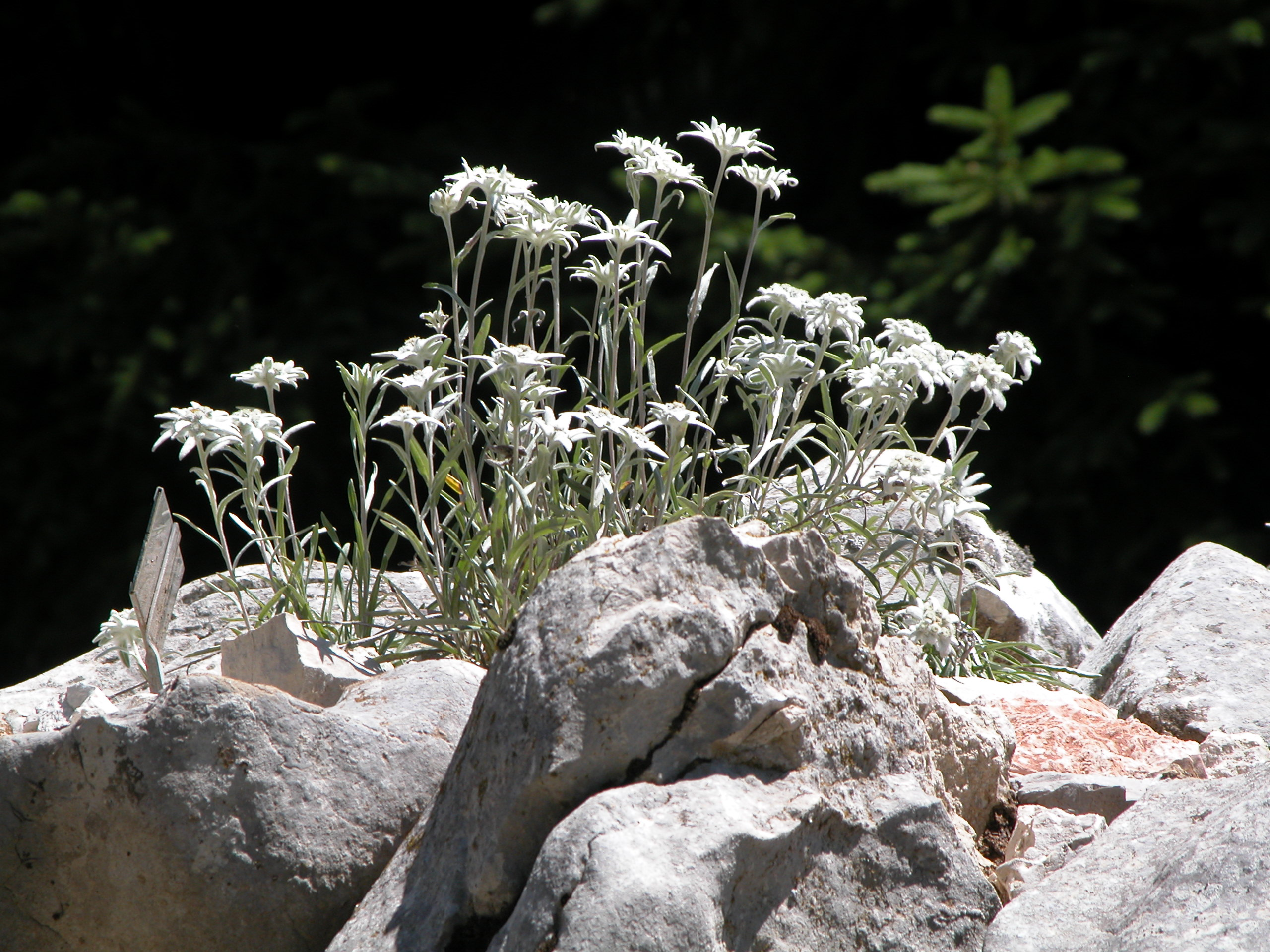
Leontopodium alpinum Cass.
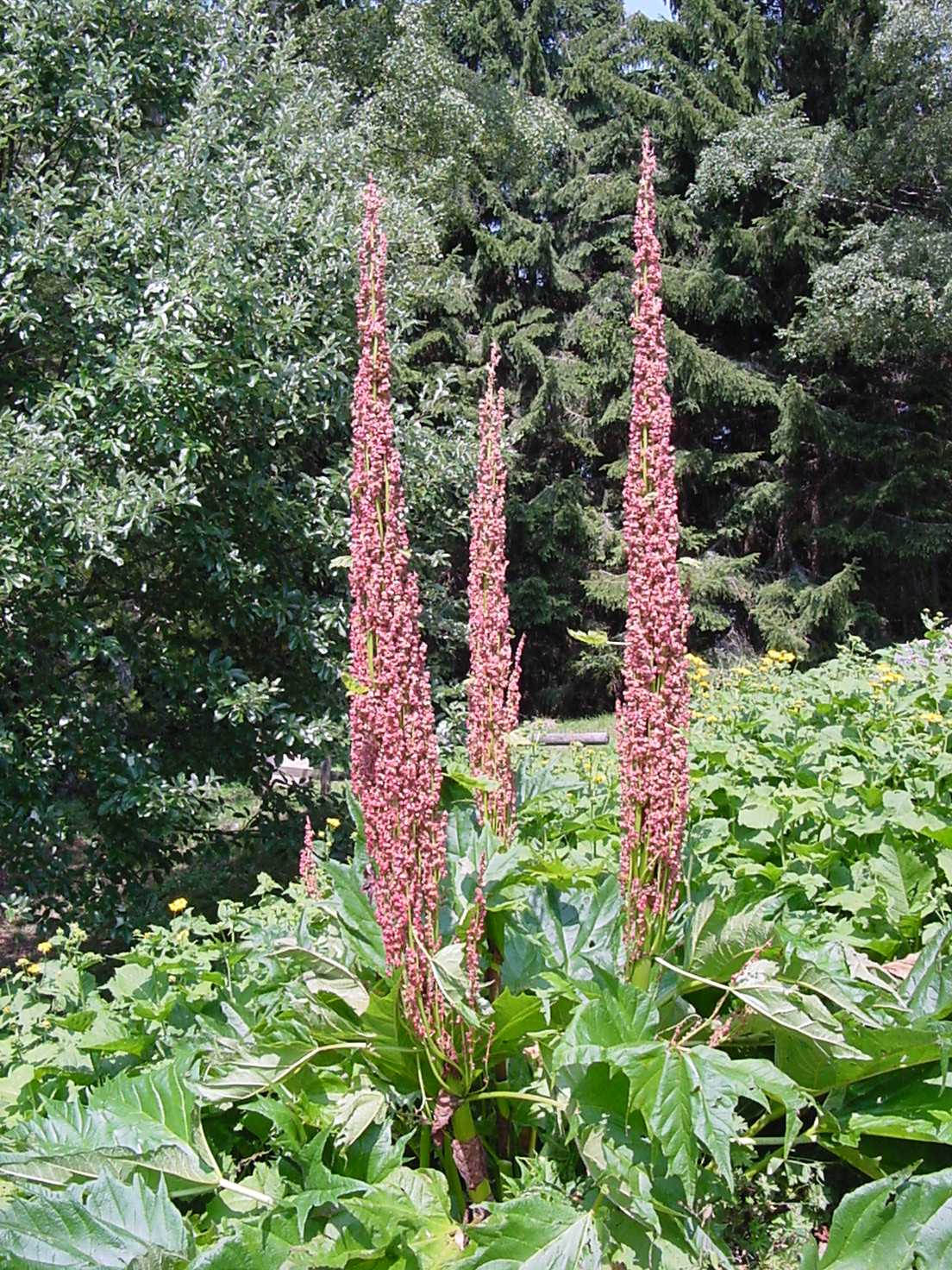
Rheum palmatum L.
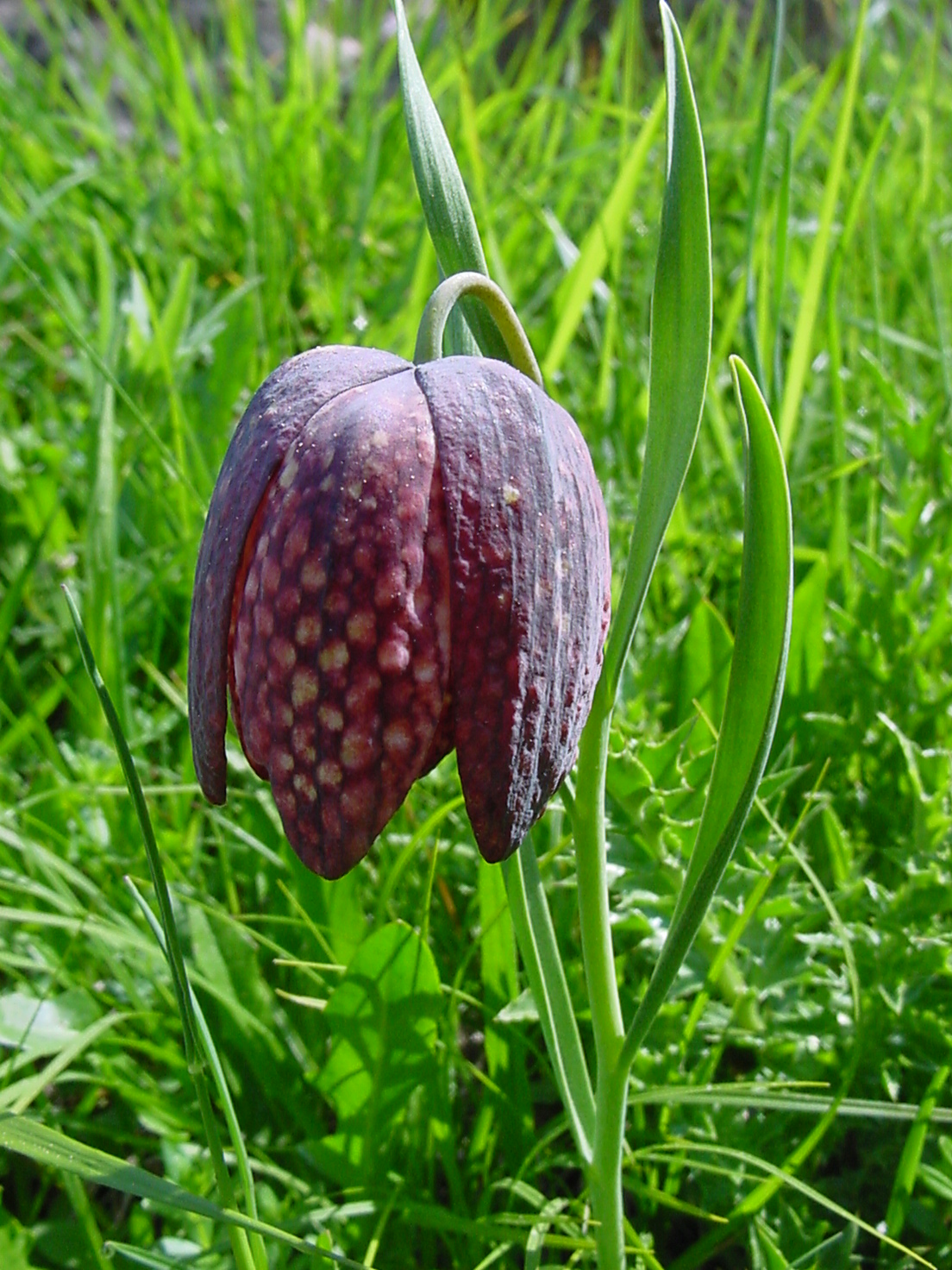
Fritillaria tubiformis Gren. & Godr
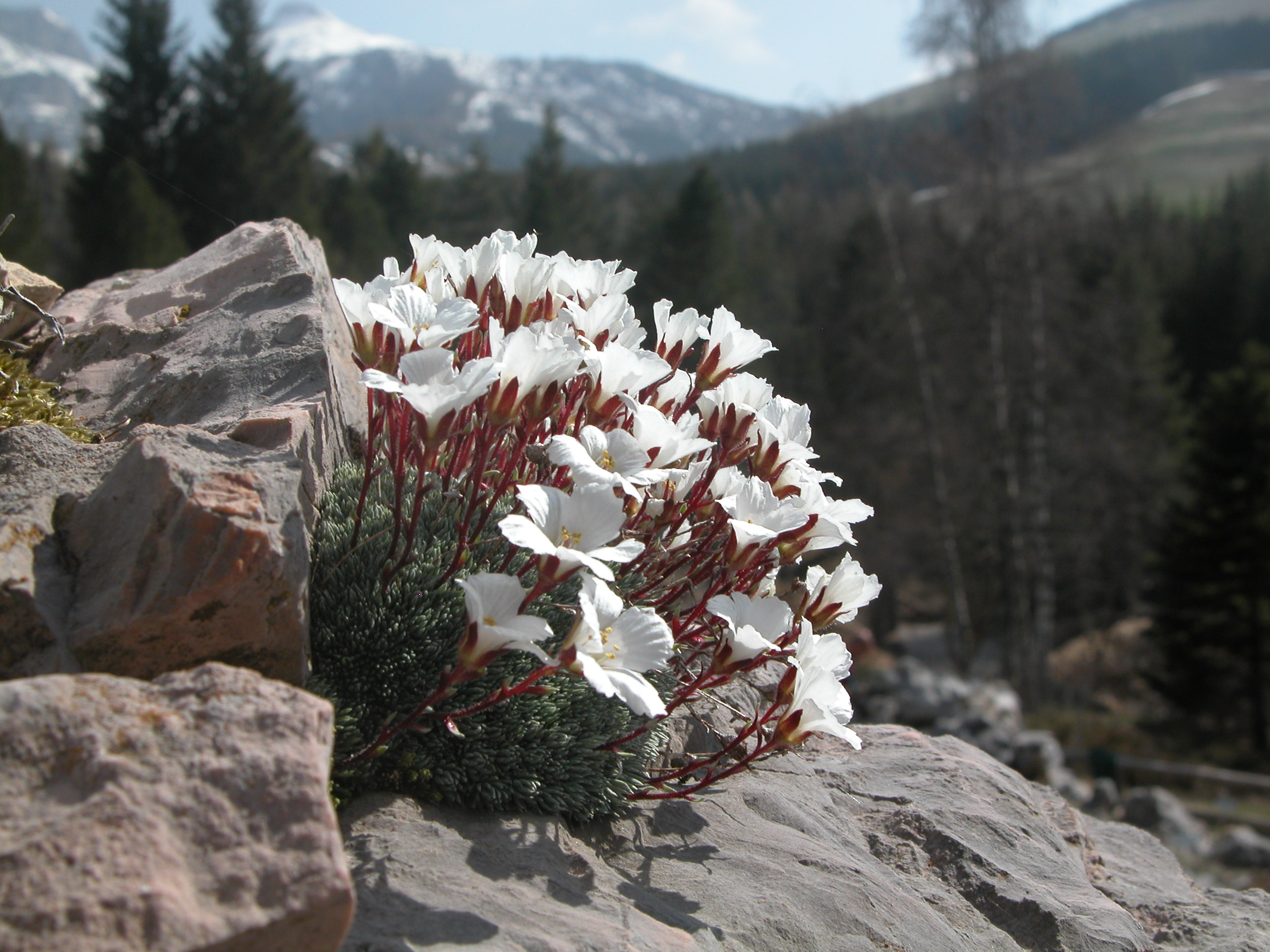
Saxifraga burseriana L.

## Apertura e attività
Il giardino è aperto da giugno a settembre e su prenotazione durante il resto dell'anno per gruppi organizzati. In quanto giardino botanico alpino, esso agisce su più fronti:
- identificare le piante della propria collezione con metodo scientifico;
- ospitare specie a rischio d'estinzione e conservarne i semi presso la Trentino seed bank;[3]
- studiare e promuove la ricerca sulle piante alpine;
- organizzare attività divulgative, didattiche ed educative per promuovere la biodiversità ed il rispetto per l'ambiente alpino.

### Attività per i visitatori

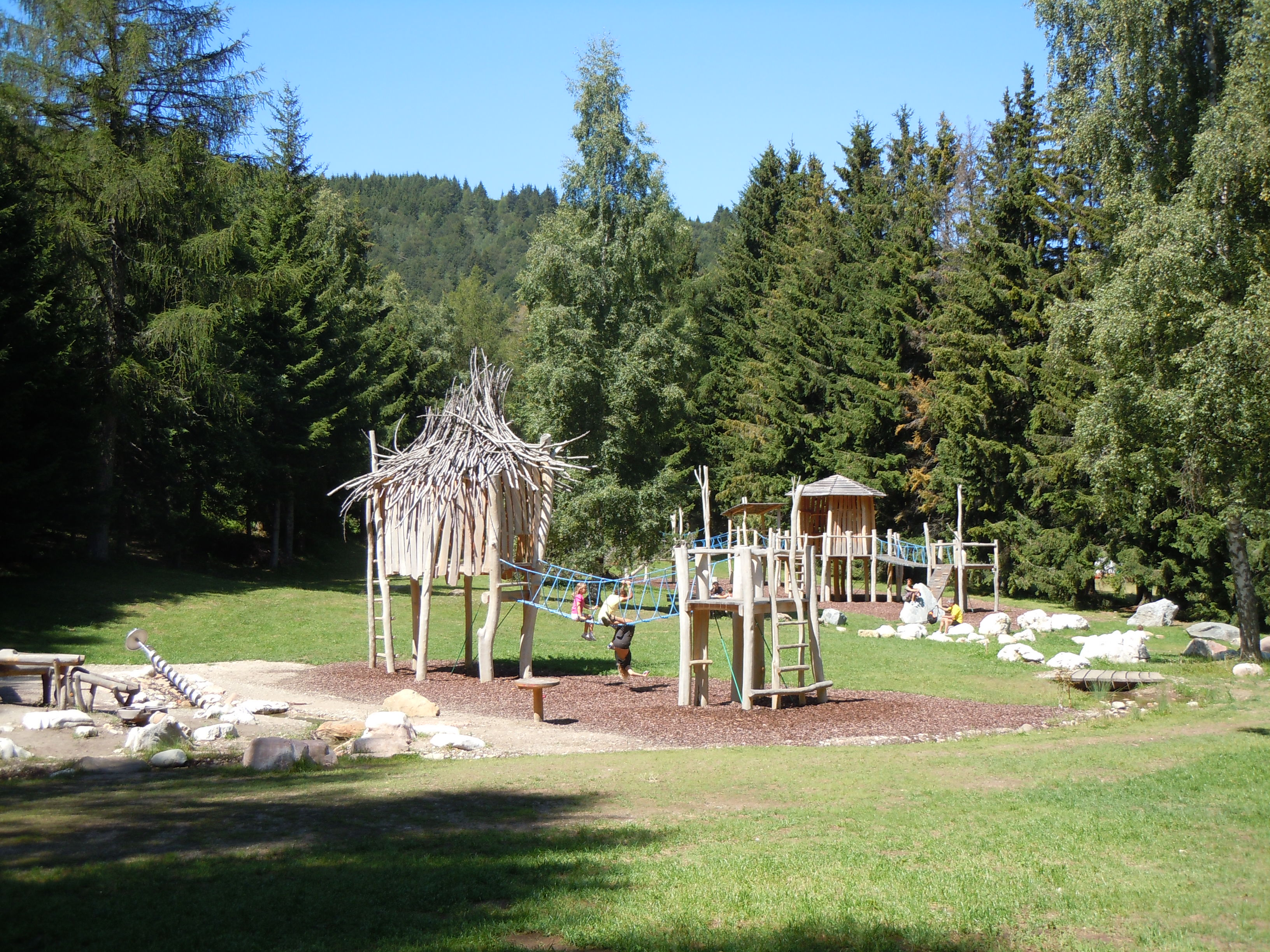
Parco giochi

Fra gli eventi proposti ci sono visite guidate con tematiche differenti (piante velenose, fioriture importanti, specie usate in erboristeria, specie rare etc.) e laboratori per famiglie (cereali e panificazione, tinture naturali, erbe officinali…).
È inoltre presente un percorso sensoriale per non vedenti, sbarrierato, con pannelli in braille, con possibilità di toccare, annusare e assaggiare le piante.

## Curiosità

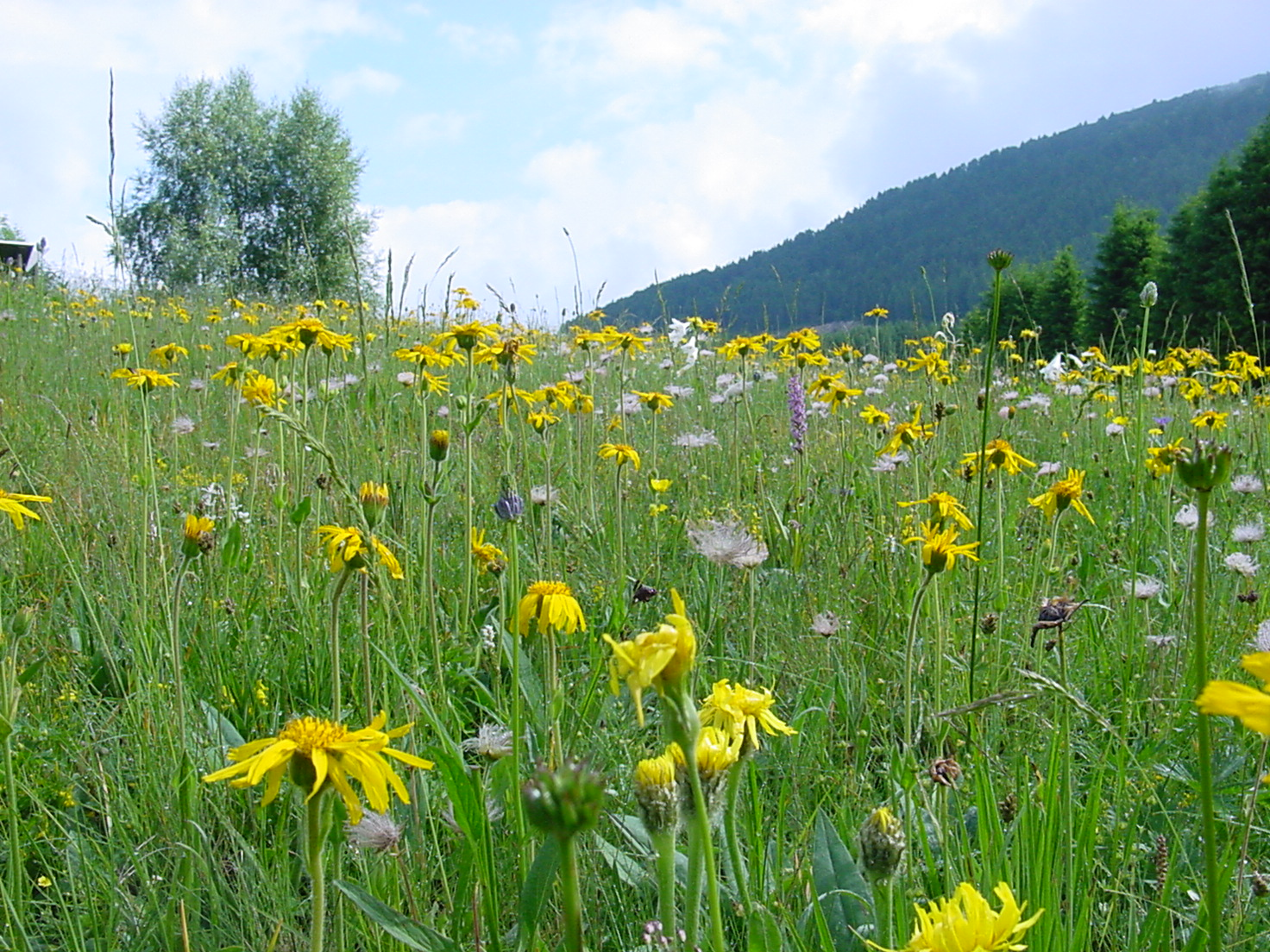
Prateria

Nelle praterie del Monte Bondone si trovano essenze dalle proprietà officinali particolarmente indicate per la fitobalneoterapia. Lo sfalcio e immediata raccolta di erba ancora verde e fresca avviene tra i 1.200 e i 1.500 m s.l.m. nelle molte praterie presenti nella conca delle Viote. Importanti essenze ricche di proprietà curative sono: l'arnica montana, la genziana, il tarassaco, l'iperico e la pulsatilla.
Primi scopritori delle proprietà benefiche delle erbe furono proprio i vecchi contadini di montagna che, dopo le dure giornate dedite alla fienagione, solevano coricarsi sopra i mucchi di erba fresca appena tagliata e soprattutto ancora in fase di fermentazione giovando fin da subito delle proprietà benefiche delle erbe.